# Frank Bridge

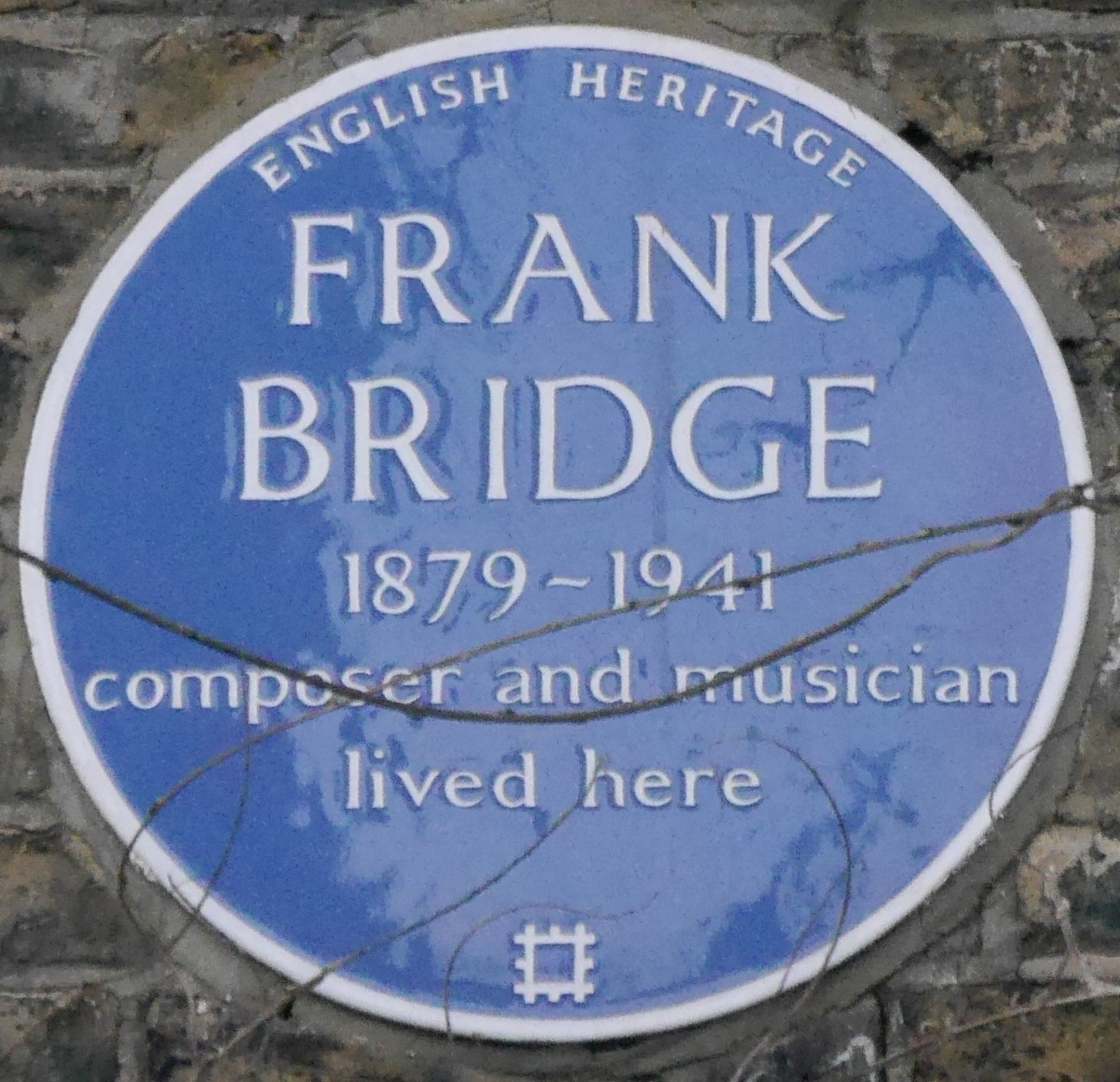
Gedenkplaat voor Bridge op 4 Bedford Gardens, Kensington (Londen)

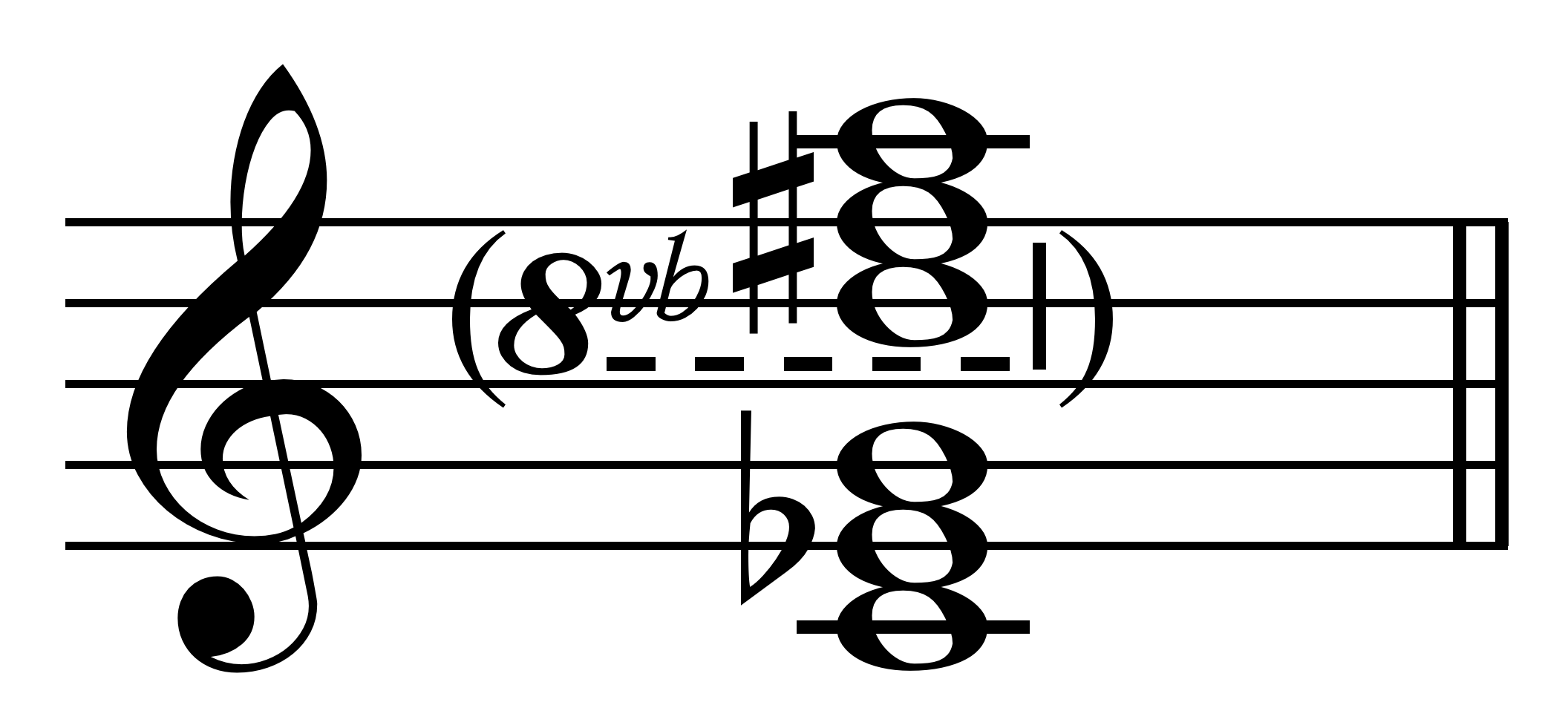
Bridge akkoord

Frank Bridge (Brighton, 26 februari 1879 – Eastbourne, 10 januari 1941) was een Engelse componist.

## Leven
Bridge studeerde aan het Royal College of Music in Londen van 1899 tot 1903 onder Charles Villiers Stanford. Hij speelde altviool in een aantal strijkkwartetten, in het bijzonder het English String Quartet, en viel soms in als dirigent voor Henry Wood. Nadat hij het patronaat van Elizabeth Sprague Coolidge had ontvangen, wijdde hij zich aan het componeren. Hij gaf privéles aan een groot aantal leerlingen van wie de bekendste Benjamin Britten is. Die voerde later veel muziek van hem uit en bewees hem eer met de Variations on a Theme of Frank Bridge (1937), gebaseerd op het thema van de derde van Bridges Three Idylls for String Quartet (1906).

## Werken
Onder Bridges werken bevinden zich De zee-suite (1911) voor orkest, Oration (1930) voor cello en orkest en de opera The christmas rose, die in première ging in 1932. Vandaag de dag wordt hij vooral gewaardeerd om zijn kamermuziek. Zijn vroege werken zijn in het laatromantisch idioom, maar latere stukken als het derde (1926) en vierde (1937) strijkkwartet zijn - harmonisch gezien - vooruitstrevender en karakteristieker. Zij tonen invloed van de Tweede Weense School. Zijn werken laten ook harmonische invloeden horen van Maurice Ravel en in het bijzonder Alexander Skrjabin.
Een van zijn karakteristiekste harmonieën is het "Bridge"-akkoord, namelijk het tegelijk klinken van het c mineur- en D majeur-akkoord, dat een ontroerend effect heeft in There Is a Willow Grows Aslant a Brook en in zijn enige pianosonate (1922-2). Hij schreef dit werk ter herinnering aan Ernest Farrar.
Een van zijn bekendste werken is Moto perpetuo voor viool, geschreven in 1900, gereviseerd in 1911. Andere regelmatig uitgevoerde werken zijn Tempo | Adagio in E voor orgel, Rosemary voor piano, het Fantasie pianokwartet (1910), een pianokwintet (1904/5 bew. 192) en de cellosonate in d-mineur (1913-17). Het Scherzetto voor cello (1902) werd herontdekt in de bibliotheek van het Londense Royal College of Music door de cellist Julian Lloyd Webber.
Zie verder: Oeuvre van Frank Bridge.

## Media
- Scherzetto for Cello door Julian Lloyd Webber.